# Newport (Nou Hampshire)
Newport és una població dels Estats Units i seu del comtat de Sullivan a l'estat de Nou Hampshire. Segons el cens del 2000 tenia 6.269 habitants.

## Demografia
Segons el cens del 2000, Newport tenia 6.269 habitants, 2.473 habitatges, i 1.656 famílies. La densitat de població era de 55,6 habitants per km².
Dels 2.473 habitatges en un 31,9% hi vivien nens de menys de 18 anys, en un 51,1% hi vivien parelles casades, en un 0% dones solteres, i en un 33% no eren unitats familiars. En el 25,7% dels habitatges hi vivien persones soles el 12,2% de les quals corresponia a persones de 65 anys o més que vivien soles. El nombre mitjà de persones vivint en cada habitatge era de 2,49 i el nombre mitjà de persones que vivien en cada família era de 2,95.
Per edats la població es repartia de la següent manera: un 26,5% tenia menys de 18 anys, un 7,1% entre 18 i 24, un 29,2% entre 25 i 44, un 21,8% de 45 a 60 i un 15,3% 65 anys o més.
L'edat mediana era de 37 anys. Per cada 100 dones de 18 o més anys hi havia 88,3 homes.
La renda mediana per habitatge era de 37.442$ i la renda mediana per família de 45.508$. Els homes tenien una renda mediana de 31.807$ mentre que les dones 22.788$. La renda per capita de la població era de 16.964$. Entorn del 10,8% de les famílies i el 14,4% de la població estaven per davall del llindar de pobresa.